# Johann Jacob Schudt

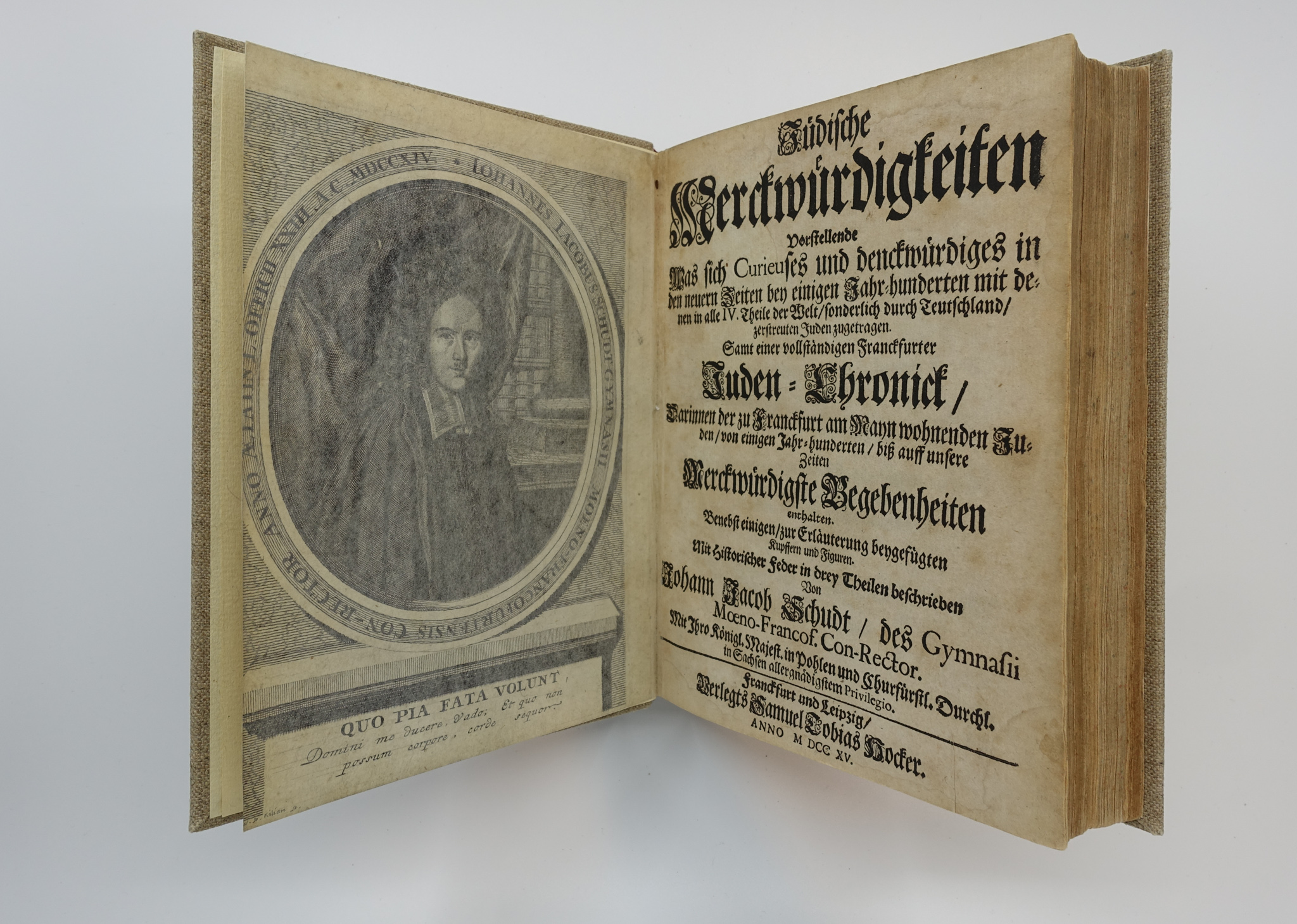
1715 Ausgabe von Jüdische Merckwürdigkeiten (Band 1), in der Sammlung des Jüdischen Museum der Schweiz.

Johann Jacob Schudt (* 14. Januar 1664 in Frankfurt am Main; † 14. Februar 1722 ebenda) war ein lutherischer Theologe, Pädagoge und Orientalist. Er veröffentlichte viele Schriften auch über das Judentum. Obwohl Schudt viele Klischees seiner Zeit übernahm, war er zugleich auch ein Chronist des zeitgenössischen Lebens der Juden in Frankfurt.

## Leben
Schudt war Sohn des lutherischen Pfarrers Konrad Schudt (1624–1680). Von 1671 bis 1680 besuchte er das Städtische Gymnasium. Auf Empfehlung des damaligen Seniors Philipp Jakob Spener studierte er von 1680 bis 1684 Philosophie und evangelische Theologie an der Universität Wittenberg. 1684 siedelte er nach Hamburg über, um dort bis 1689 Orientalistik und Hebraistik bei dem christlichen Hebraisten Esdras Edzardus zu studieren. 1689 kehrte er in seine Geburtsstadt zurück. Er predigte mehrfach öffentlich, unter anderem anlässlich der Kaiserwahl Joseph I.
1691 wurde er Lehrer (praeceptor primarius) am städtischen Gymnasium, 1695 Konrektor und 1717 Rektor. Er arbeitete an Werken zur klassischen und hebräischen Philosophie und widmete sein weiteres Leben der Erforschung der jüdischen Geschichte, Sprache und Theologie.

## Werke
1700 veröffentlichte er das Werk Compendium Historiæ Judaicæ, eine Zusammenstellung von Werken antiker Schriftsteller über die Israeliten, mit einem Anhang über Methoden der Judenmission. 1703 veröffentlichte er die antijudaistische Schrift Judæus Christicida („Der Jude als Christusmörder“), in der er eine Kollektivschuld der Juden an der Kreuzigung Jesu zu beweisen versuchte, die dafür physische wie psychische Bestrafung verdient hätten. Die ihnen auferlegten Leiden in ihrer Geschichte seien Folgen dieser Schuld, die sie damit längst abgetragen hätten.
Schudt hatte gute Kontakte in die jüdische Gemeinde Frankfurts. 1712 schrieb er ein Vorwort zur vom Frankfurter Rabbiner Grünhut herausgegebenen Ausgabe des Buches der Psalmen mit Ḳimcḥis Kommentar. Sein 1716 veröffentlichtes Werk Jüdisches Frankfurter und Prager Freuden-Fest  ist die einzige erhalten gebliebene Beschreibung über das Purim-Fest der Frankfurter Juden mit einem Achasverosch-Spiel.

### Jüdische Merckwürdigkeiten
Schudts wichtigstes Werk war Jüdische Merckwürdigkeiten, von dem 1714 drei Bände erschienen. Der erste Band beschreibt die jüdischen Gemeinden in aller Welt. Der zweite Band schildert die Vergangenheit der jüdischen Gemeinde in Frankfurt, zum Beispiel den Fettmilch-Aufstand. Der dritte Band befasst sich mit Schudts Beobachtungen in der Frankfurter Judengasse und enthält auch seine Beschreibung des Purimfestes. 1717 folgte ein vierter Band.
Jüdische Merkwürdigkeiten ist ein literarischer Wendepunkt in der judenfeindlichen Polemik, weil sie säkulare bzw. soziale Argumente benutzt. So symbolisiert zum Beispiel der Gesichtspunkt der Sauberkeit die Anlehnung an eine soziale Werteordnung, die säkular ist. Der jüdische Körper sei durch eine saubere Lebensweise korrigierbar und die Integration der Frankfurter Juden in eine saubere christliche Gesellschaft durch einen Zivilisationsprozess möglich, wenn diese sauber wären. Wahre Zivilisation sei nur durch die Integration in eine christliche Gesellschaft möglich. Das Werk beinhaltet einerseits viele antisemitische Vorurteile und war damit auch für die Verbreitung antijüdischer Stereotype bis in das 19. Jahrhundert verantwortlich. Andererseits zeigt das Werk auch zahlreiche Details aus dem zeitgenössischen Frankfurter jüdischen Leben.
Schudt und seine Einstellung gegenüber Juden entsprach dem zeitgemäßen antijüdischen Vorurteil. Schudt wiederholt zahlreiche Stereotype aus Entdecktes Judenthum von Johann Andreas Eisenmenger, einem der Wegbereiter des neuzeitlichen Antisemitismus. Auch das von dem Frankfurter Stadtarzt Ludwig von Hörnigk formulierte judenfeindliche Gedankengut findet sich bei Schudt wieder. Trotz seiner antijüdischen Behauptungen war Schudt sehr an dem Leben der Frankfurter Juden interessiert. In seiner wissenschaftlichen Herangehensweise ließ er sich durch eine klare Forschungsagenda leiten und ebnete damit auch den Weg, die Juden als Teil der Gesellschaft anzusehen, der die jüdische Emanzipation in der europäischen Gesellschaft vorbereiten sollte.

#### Aussehen der Juden
Ein Kapitel seines Buches widmete Schudt dem Körper der Juden. Nach Schudt sei es ganz einfach, einen Nichtjuden von einem Juden zu unterscheiden, „daß man unter viel tausend Menschen so fort einen Juden erkennen kan“. Gott habe die Juden mit einmaligen „Charactere oder Merckmal“ ausgestattet, „daß man sie bald im ersten Anblick für Juden ansiehet“. Schudt hebt insbesondere das Gesicht hervor, „daß der Jud gleich hervor guckt...an der Nase...Lippen...Augen auch der Farbe und der ganzen Leibes-Positur“. Schudt sieht zwar den Körper als Medium von Charakter und Lebensart (wie seine Zeitgenossen), aber die äußere Erscheinung wird durch die soziale Rolle bestimmt (und nicht durch die theologische wie seine Zeitgenossen). Nach Schudt stören Juden aufgrund ihres Aussehens die göttliche Ordnung.

#### Sauberkeit der Juden
Schudt sieht die Sauberkeit der Juden als unzureichend an. Die Ernährung der Juden sei von Knoblauch geprägt. Die Schürzen der jüdischen Fleischer und ihrer Frauen seien von Blut und Kot bestimmt. Die obsolete Hygiene impliziere eine obsolete Religion der Juden.
Schudt verbindet Sauberkeit mit Geruch als die „Verlängerung des Körpers in den Raum“. Den Juden wurde von alters her ein eigener Gestank zugeschrieben, ein „foetor judaicus“. Auch Schudt behauptet, dass aschkenasische Juden einen sehr unangenehmen Geruch an sich hätten und schreibt dies dem Verzehr von Knoblauch zu. Schudt meinte, dies sei ein Problem der Etikette, weil Knoblauch nur von den Unterschichten verzehrt werde. Er bezeichnete den Knoblauchgeruch der Juden als einen gesellschaftlichen Fehltritt, als peinlich und unpassend. Ausweg sei eine christliche Lebensweise, also das Zusammenleben mit Christen in einem gemeinsamen Haus. Schudts Argumentation ist nicht theologisch, sondern sozial begründet. Als Beispiel nannte Schudt jüdische Fleischverkäufer, die so „ekelerregend schmutzig“ seien, dass er keinen Appetit mehr auf Fleisch von einem jüdischen Metzger habe. Die Schürzen der jüdischen Schächter und ihrer Frauen verglich er mit „Abdeckern, die Aas abdeckten“. Laut Schudt würden die Juden nach einer Interpretation von Deuteronomium 21,14 Aas und verendete Tiere an Christen veräußern.
Juden würden aufgrund ihres Geruches die göttliche Ordnung stören. Sie würden nach Schudt nicht nur in einem „bedauernswerten Zustand von Schmutz und Dreck“ leben, sondern auch in einer „seit langem obsoleten Religion“.
Die Haltung Schudts den Juden und dem Judentum gegenüber beruht auf seinem Ziel einer Bekehrung der Juden. Laut Schudt setzt ein christlicher Zugang zum Judentum nicht nur die Kenntnis der hebräischen Sprache voraus, sondern auch die Kenntnis der jüdischen Lehren, Bräuche und Verhaltensweisen. Die Judenbekehrung beschrieb Schudt auf seine eigene Art und Weise, indem er jüdische Bräuche und Verhaltensweisen für eine christliche Leserschaft detailliert analysierte, interpretierte und publizierte.

#### Charakter der Juden
Den Charakter der Juden nennt Schudt geprägt von „innerer Aufgeblasenheit, schmeichelhafter und geschwätziger falscher Freundlichkeit wo es Not und Nutzen erfordere, tückisch betrügerisch ruhm und gewinnstüchtig.“. Christen würden bei der Begegnung mit einem Juden „Ekel verspüren“ und Juden würden „alles Christliche leidenschaftlich hassen“. Er argumentierte wie Luther, dass jüdische Kinder „diesen Hass aufsaugen“. Juden würden ihren Kindern befehlen, Fleisch zu besudeln, anzuspucken und darauf zu urinieren. Die absichtliche Kontamination und die Einhaltung ihrer eigenen Speisegesetze sei Ergebnis des „jüdischen Hasses“.

#### Sprache der Juden
Ein Kapitel seines Buches widmete Schudt den Sprachen der jüdischen Bevölkerung Frankfurts, dem Hebräischen und dem Jiddischen. Seine Kritik der Juden in gesellschaftlicher, kultureller und insbesondere auch in religiöser Hinsicht als sprachliche Minderheit richtete sich in erster Linie an seine christliche Leserschaft, um dieser eine religiöse und soziale Botschaft aus lutherisch-theologischer Sicht zu vermitteln.

#### Entstellung des Hebräischen
Gegenstand seiner Kritik waren die mangelnden Sprachkenntnisse der deutschen Juden und die „Entstellung des Hebräischen“ durch die deutsch-jüdische Bevölkerung. Er stellte ihrer falschen Aussprache des Hebräischen die perfekten Hebräisch-Kenntnisse der deutschen christlichen Hebraisten gegenüber. Grund für die mangelhaften Hebräisch-Kenntnisse sei die Art und Weise, wie Juden in der Synagoge beteten, wo nicht der Tanach gelesen werde, sondern man Gebete spräche. Damit wurden die Synagoge, der Siddur, der Talmud, das nachbiblische Schriftwerk und das Mischna-Hebräisch Gegenstände seiner Kritik. Seiner protestantischen Leserschaft bescheinigte er, dass nur die christlichen Leser den Tanach wirklich kennen würden. Da aber die Bibel die wahre Quelle der religiösen Wahrheit sei, und die deutschen Juden darüber in Unkenntnis seien, beweise dies, dass die Juden in Glaubensfragen auf dem Irrweg seien. Beleg dafür sei, dass die aschkenasischen Juden dem Talmudstudium den Vorzug vor dem Tanach gäben.
Gegenstand seiner Kritik war insbesondere die mangelnde Kenntnis des Jiddischen und des Hebräischen der deutschen jüdischen Frauen. Er kritisierte, dass diese zwar in der Sprache des Tanach beteten, aber die Worte ihres Gebetes nicht verstünden. Er verglich die jüdischen Frauen mit römisch-katholischen Nonnen, die auch ihre lateinischen Gebete nicht verstünden. Die Kritik der Protestanten an den Katholiken richtete Schudt gleicherweise an die jüdischen Frauen. Damit wurde bei der protestantischen Leserschaft der Eindruck erweckt, die deutschen Juden seien bezüglich ihrer Gebete „auf dem falschen Weg“.
Schudt hatte möglicherweise auch die Absicht, zu vermitteln, dass die protestantische Kirche das „Neue Israel“ sei, insbesondere weil nach der Reformation bei den Protestanten der Tanach und seine Sprache zu einer religiösen Autorität wurden. Weiterhin unterschieden die Protestanten zwischen den idealisierten biblischen Israeliten und den zeitgenössischen diskriminierten Juden. Hebräisch war die Sprache des auserwählten Volkes und die Unkenntnis darüber war für Schudt der Beweis dafür, wie weit die zeitgenössischen Juden davon entfernt waren, dieses auserwählte Volk zu sein. Weiterhin wurde damit die Absicht verfolgt die zeitgenössischen Juden zur Konversion zu bringen und die jüdische Identität durch eine lutherische zu ersetzen. Man wollte den jüdischen Anspruch das „auserwählte Volk“ zu sein, durch den lutherischen Anspruch das „auserwählte Volk und das neue Israel“ zu sein, ersetzen.

#### Jiddische Sprache
Schudt benutzte die Alltagssprache der deutschen Juden, das Jiddisch, um die deutsch-jüdische Bevölkerung als minderwertig zu stigmatisieren. Er erwähnte auch die besondere Aussprache und den Akzent, „daß ein Jud... sobald er nur den Mund auffthut... verrathen ist... dann seine Sprach verräth ihn“.
Das Jiddisch sei ein „Juden-Teutsch“, ein „Teutsch ihrer Art nach“ oder „Hebräisch-Teutsch“ ein „ziemlich grobes und verdorbenes Deutsch mit vielen untermischten Hebräischen Wörtern“. Somit könne ein Jude kein „echter“ Deutscher sein. Mit der Unterscheidung zwischen „unser Teutsch“ und „Teutsch ihrer Art nach“ wurde die jüdisch-deutsche von der übrigen deutschsprachigen Bevölkerung abgetrennt. Er behauptete, dass aufgrund der Unterschiede in der deutschen Sprache eine Kommunikation zwischen christlichen und jüdischen Deutschen und ein Verständnis der Kulturen untereinander unmöglich sei. Es gab zwar auch Unterschiede in der deutschen Sprache durch die verschiedenen deutschen Dialekte, diese aber gehörten einer „allgemein anerkannten, normativen nationalen Sprache an“. Das Jiddische sei „eigentlich Teutsch“ und er meinte, dass es für die deutschsprachige Bevölkerung leicht sei, Jiddisch aufgrund der Ähnlichkeit zu erlernen. Trotzdem trennte Schudt das Jiddische vom Deutschen und folgerte, dass Jiddisch nicht zu dieser „Kernsprache“ gehöre, weil es nicht Ausdruck einer kulturellen Untergruppe der deutschen Bevölkerung und die jüdische Bevölkerung nicht deutsch sei.
Schließlich gab Schudt der Obrigkeit, den Theologen, Ärzten, Kauf- und Geschäftsleuten die Empfehlung, Jiddisch zu lernen, um einerseits die Juden zu missionieren, andererseits um sich vor „betrügerischen Geschäftspraktiken der Juden zu schützen“ und listete eine Anzahl jiddischer Lehrbücher auf.

#### Jiddische Literatur
Schudt benutzte die jiddische Literatur der deutschen Juden, um die jüdisch-deutsche Bevölkerung zu diskriminieren.
Er bezeichnete Jiddisch als „im Teutsch ihrer Art nach“ und nannte jiddische Werke wie das Zennorenna, Das Judenlied auf den grossen Brand, das Vinz Hanß Lied. Weiterhin zitierte er Purim-Spiele wie Das Ahasverus-Spiel und Die Verkauffung Josephs. Schudt nahm damit Bezug auf das Frankfurter Purim-Spiel, das Purim Vintz genannt wurde und seit 1616 zur Erinnerung an das Fettmilch-Pogrom erinnerte.
Die Leser dieser Literatur seien vor allem Frauen und ungebildete Männer, die der hebräischen Sprache nicht mächtig seien und die auch den Inhalt und den Stil dieser Literar beeinflussten. Er nannte die Sprache dieser Literatur auch Weiber-Teitsch. Dies sei seiner Meinung nach auch der Grund dafür, dass „die theoretischen und abstrakten Passagen, intellektuelle Ausschweifungen“ gestrichen wurden.

## Rezeption
Jiddische Literatur wurde jedoch von den Rabbinern hochgeschätzt, weil diese „besser jiddisch als gar nicht“ wegen der mangelnden Hebräischkenntnisse deutscher Juden befürworteten. Die Rabbiner empfahlen, auf Jiddisch zu beten oder zu lernen, so dass man nicht gänzlich von der Religion abfalle. Die Beschreibungen der Frankfurter Juden durch Schudt spielten später eine gewisse Rolle im Diskurs des Jiddischen der Rabbiner untereinander.
Die Bedeutung der veröffentlichten Beschreibung des Frankfurter Ahasveros-Spiels für Purim von Johann Jacob Schudt, von dem kein anderes Exemplar erhalten ist, lässt sich dadurch ermessen, dass Chone Schmeruk sagte, die Beschreibung der Umstände der Aufführung dieser Stücke sei von unschätzbarem Wert, weil es sonst keine anderen Informationen zu diesem Frankfurter Purim-Spiel gebe.